# 벨라베시스카야 푸시차 국립공원

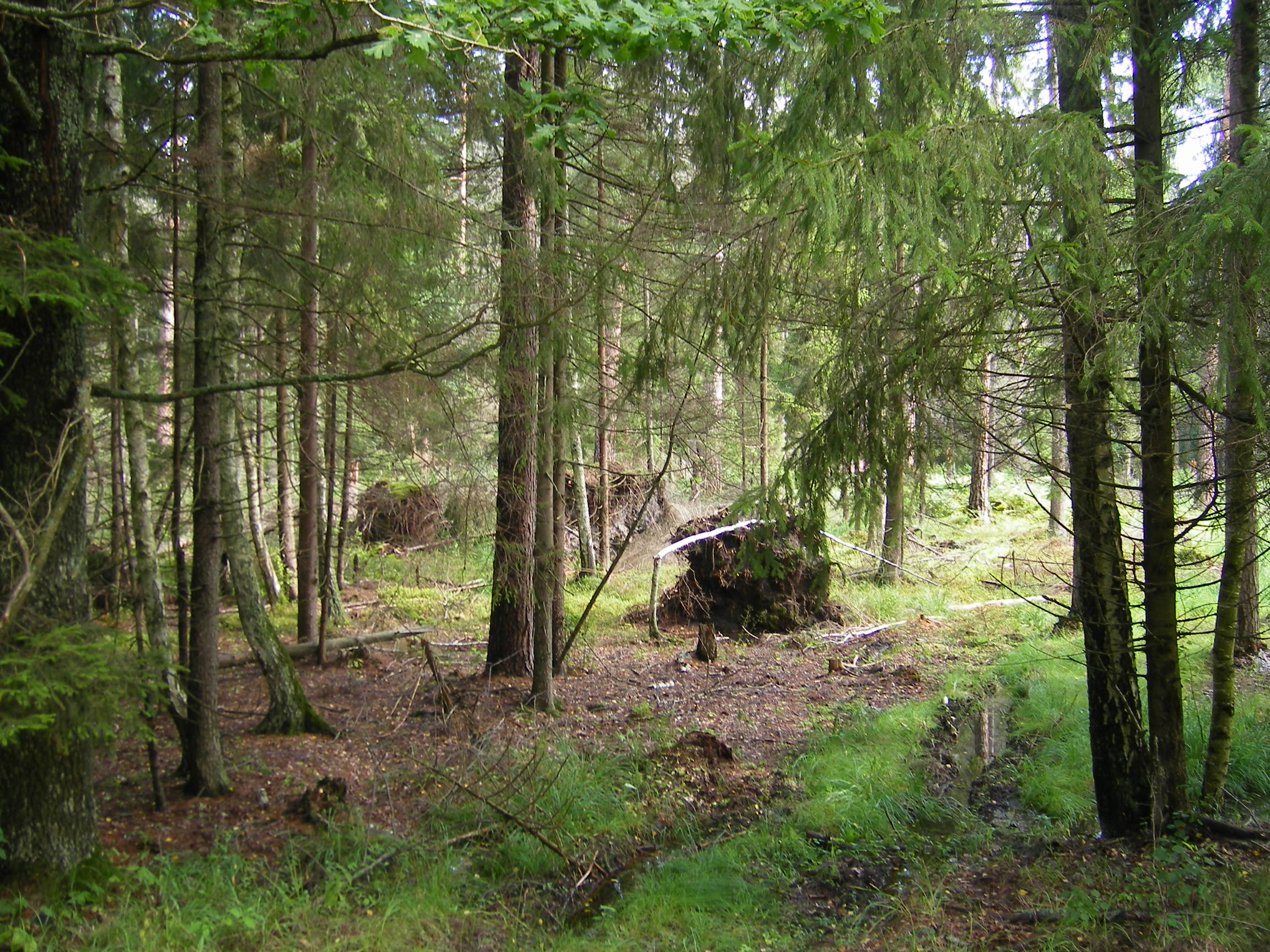
벨라베시스카야 푸시차 국립공원

벨라베시스카야 푸시차 국립공원(벨라루스어: Нацыянальны парк Белавежская пушча)은 벨라루스 브레스트주와 흐로드나주에 있는 국립공원으로 폴란드와 국경에 인접해 있다. 비아워비에자 숲의 벨라루스 지역을 보호하기 위해 지정된 공원이다. 두 나라의 국경은 숲을 통과하며, 폴란드의 비아워비에자 국립공원과 인접한다. 숲 안에는 국경 통과 시설이 있다.